# Aeschrodomus stipulatus
Aeschrodomus stipulatus är en snäckart som först beskrevs av Reeve 1852.  Aeschrodomus stipulatus ingår i släktet Aeschrodomus och familjen Charopidae. Inga underarter finns listade i Catalogue of Life.